# Nederlandse kampioenschappen schaatsen afstanden 1987 - 5000 meter vrouwen
De 5000 meter vrouwen op de Nederlandse kampioenschappen schaatsen afstanden 1987 werd gehouden op de Vechtsebanen in Utrecht, in januari 1987. 

## Statistieken

### Uitslag
| #      | Schaatser            | Tijd    |
| ------ | -------------------- | ------- |
| Goud   | Yvonne van Gennip    | 8.01,67 |
| Zilver | Marieke Stam         | 8.11,71 |
| Brons  | Hanneke de Vries     | 8.16,71 |
| 4      | Grietje Mulder       | 8.16,94 |
| 5      | Ingrid Paul          | 8.18,03 |
| 6      | Petra Moolhuizen     | 8.22,50 |
| 7      | Thea Limbach         | 8.26,69 |
| 8      | Ina Steenbruggen     | 8.32,19 |
| 9      | Henriët van der Meer | 8.32,59 |
| 10     | Lilian van Tol       | 8.33,74 |
| 11     | Alida Pasveer        | 8.34,69 |
| 12     | Herma Meijer         | 8.39,21 |
| 13     | Jolanda Grimbergen   | 8.41,13 |
| 14     | Remmy van der Kley   | 8.41,56 |
| 15     | Erna Uitham          | 8.48,10 |
| 16     | Mariska Hekkers      | 8.57,44 |

## Uitslag
- Uitslagen NK Afstanden 1987 op SchaatsStatistieken.nl

1987 · 
1988 · 
1989 · 
1990 · 
1991 · 
1992 · 
1993 · 
1994 · 
1995 · 
1996 · 
1997 · 
1998 · 
1999 · 
2000 · 
2001 · 
2002 · 
2003 · 
2004 · 
2005 · 
2006 · 
2007 · 
2008 · 
2009 · 
2010 · 
2011 · 
2012 · 
2013 · 
2014 · 
2015 · 
2016 · 
2017 · 
2018 · 
2019 · 
2020 · 
2021 · 
2022 · 
2023 · 
2024 · 
2025